# Jan Six (Kunsthändler)
Jan Six, auch Jan Six XI (* 25. Juni 1978 in Amsterdam), ist ein niederländischer Kunsthistoriker und Kunsthändler. Er ist ein Nachfahre von Jan Six, einem bedeutenden Kunstsammler, Mäzen und Amsterdamer Regenten des Goldenen Zeitalters und Ur-Urenkel des Kunsthistorikers Jan Six.
Jan Six XI wurde seit 2007 als Entdecker mehrerer Gemälde des niederländischen Malers Rembrandt van Rijn einer breiten Öffentlichkeit bekannt.

## Biografie
Jan Six ist der Sohn des Amsterdamer Kunstsammlers und Zeichners Jan Six X van Hillegom und seiner Ehefrau Annebelle Dresselhuys. Er wuchs als Angehöriger der Familie Six seit seinem elften Lebensjahr in der Amsterdamer Herengracht 218 in jenem Haus auf, das die Collectie Six beherbergt. Zur Einrichtung des Hauses gehören bis heute zahlreiche Kunstwerke, die das Umfeld des heranwachsenden Jan Six bildeten und ihn daran hinderten, Klassenkameraden mit nach Hause zu bringen. Die Kunstwerke bedeuteten ihm zunächst nichts, doch im sechzehnten Lebensjahr begann er sich für sie zu interessieren und gelegentlich Besucher durch das Haus zu führen. Unter den Kunstwerken der Collectie Six befinden sich mit dem Porträt einer Frau, möglicherweise Anna Wijmer und dem Porträt des Jan Six zwei Gemälde Rembrandts.
Six studierte nach dem Abschluss seiner Schulausbildung zwei Semester an der Reinwardt Academie in Amsterdam und anschließend Kunstgeschichte und Archäologie an der Universiteit van Amsterdam. Im Jahr 2000 wurde er Kurator der Collectie Six. Von 2004 bis 2006 arbeitete Six bei Sotheby’s in London. 2006 bis 2012 war er in der Amsterdamer Niederlassung von Sotheby’s tätig, wo er 2007 Leiter der Abteilung für Alte Meister wurde. 2009 machte Six sich mit einem Kunsthandel selbstständig.

## Entdeckung mehrerer Gemälde Rembrandts

### „Lachender Rembrandt“ (2007)
Im Oktober 2007 beriet Six eigenen Angaben zufolge einen Kunden von Sotheby’s, der sich für ein Gemälde bei einem kleinen Auktionshaus im englischen Cirencester mit einem Schätzpreis von 1000 britischen Pfund interessierte. Six erkannte in dem Gemälde ein Selbstporträt Rembrandts und beriet den Kunden entsprechend. Am folgenden Tag wurde das Gemälde, der Lachende Rembrandt, für 2,2 Millionen Pfund versteigert.

### „Lasset die Kinder zu mir kommen“ (2014)
Am 17. Mai 2014 wurde bei dem Kölner Auktionshaus Lempertz das Gemälde Lasset die Kinder zu mir kommen als ein Werk eines unbekannten Nachfolgers von Rembrandt versteigert. Das auf 15.000 bis 18.000 Euro geschätzte Gemälde wurde für 1.508.000 Euro (einschließlich Aufgeld 1.829.800 Euro) von einem zunächst unbekannten Bieter erworben. Im Spätsommer 2018 trat Six mit der Mitteilung an die Öffentlichkeit, dass er das Gemälde mit Hilfe eines ungenannten Investors ersteigert habe. Die umlaufenden Gerüchte über einen neu entdeckten Rembrandt hätten ihn veranlasst, die ursprünglich geplante Geheimhaltung bis zum Abschluss der Restaurierung des Gemäldes aufzugeben.

### „Bildnis eines jungen Mannes“ (2016)
Im Dezember 2016 erwarb Six mit einem Investor bei einer Auktion Alter Meister des Londoner Auktionshauses Christie’s das Bildnis eines jungen Mannes für 137.000 britische Pfund. Der Schätzpreis des Porträts, das Christie’s dem Umkreis Rembrandts zugeschrieben hatte, lag bei 15.000 bis 20.000 Pfund. Six war zunächst aufgefallen, dass das Porträt wegen der besonderen Form des Kragens sicher auf die Zeit um 1634 zu datieren ist. Zu dieser Zeit gab es jedoch keinen Umkreis des in Amsterdam noch unbekannten Rembrandt. Weitere Nachforschungen veranlassten Six zum Kauf des Gemäldes.

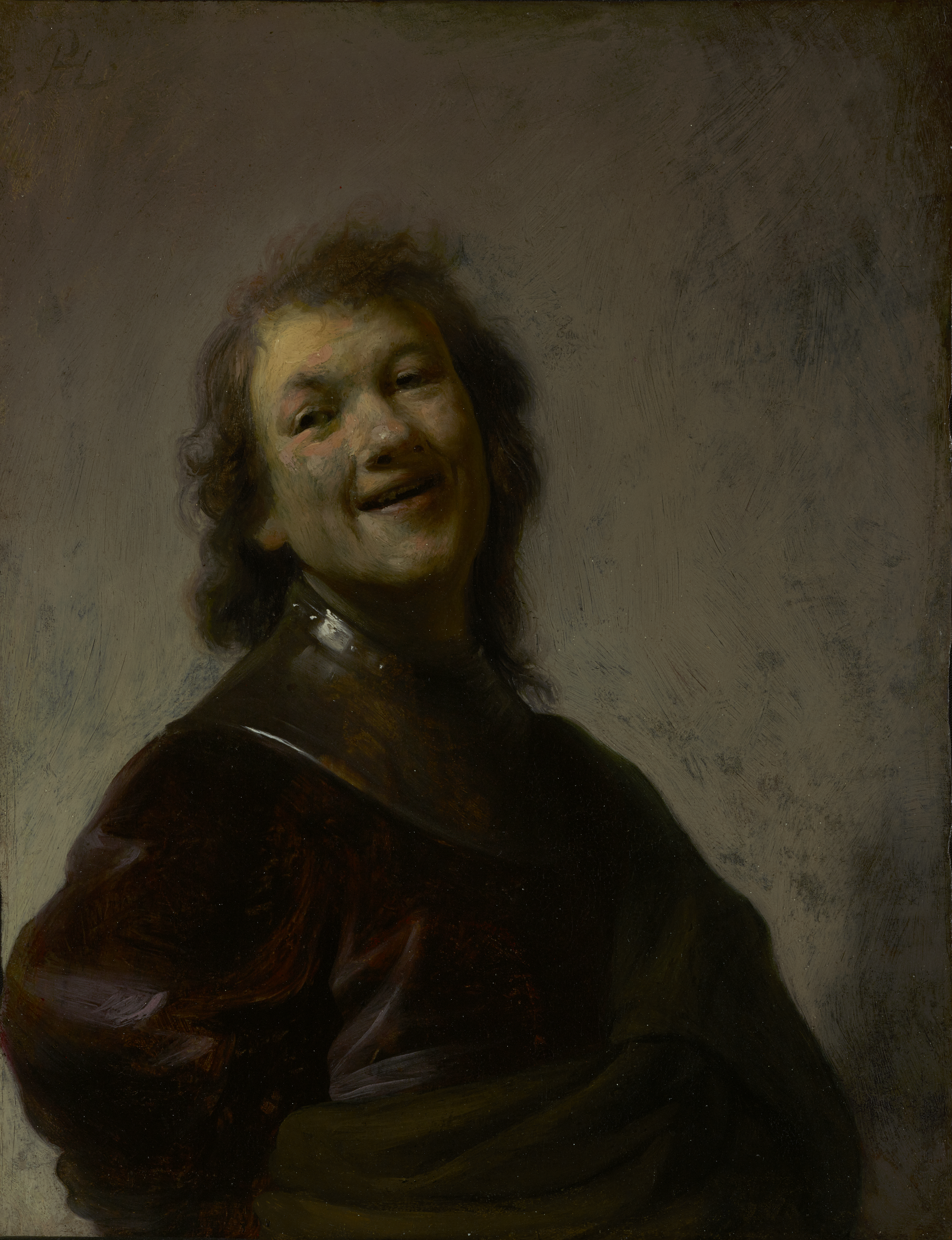
Lachender Rembrandt, ca. 1628, Öl auf vergoldetem Kupfer, 22,2 × 47,5 cm, Getty Center, Los Angeles
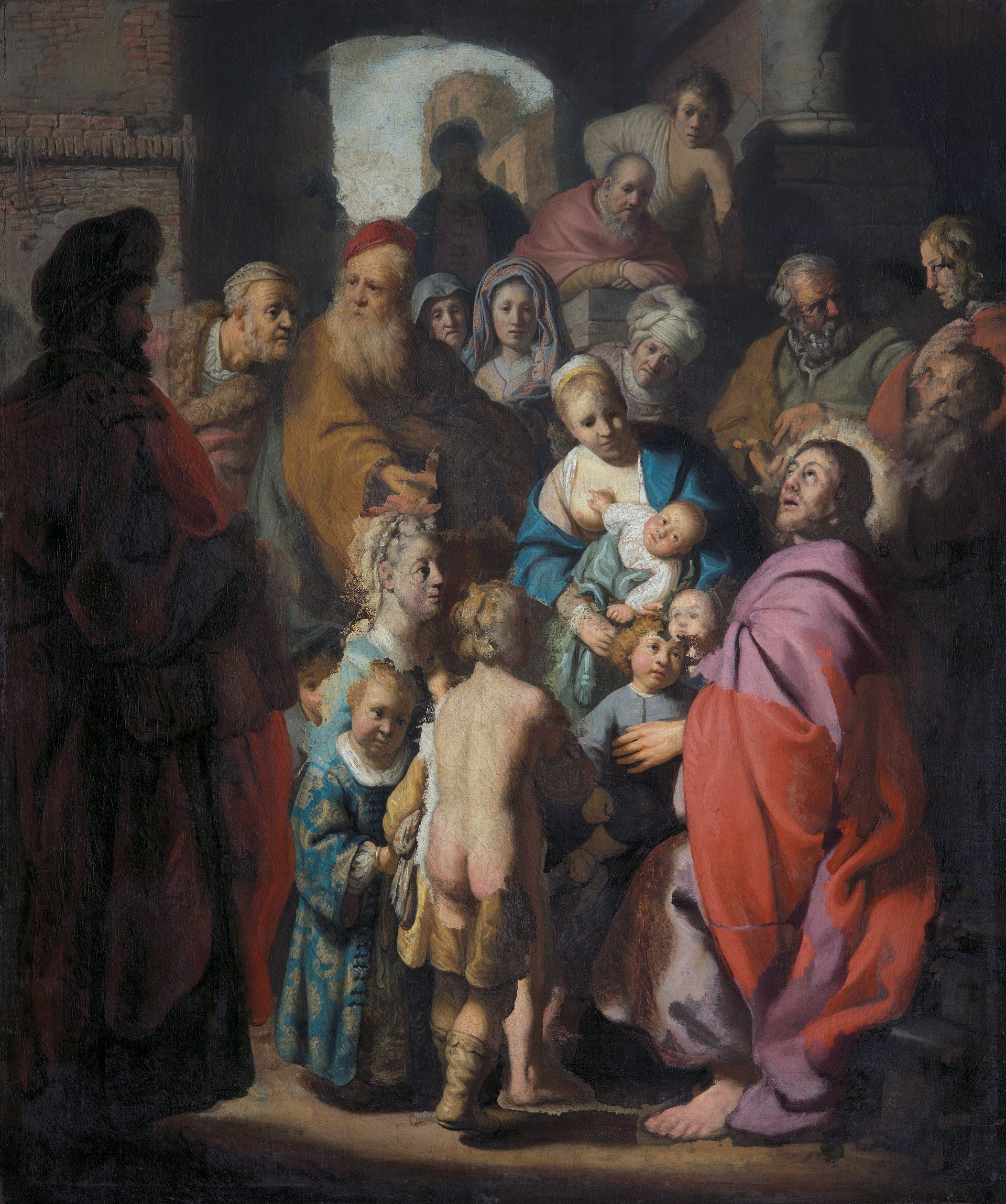
Lasset die Kinder zu mir kommen, 1625, Öl auf Leinwand, 103,5 × 86 cm, Privatbesitz (Six und Investor)
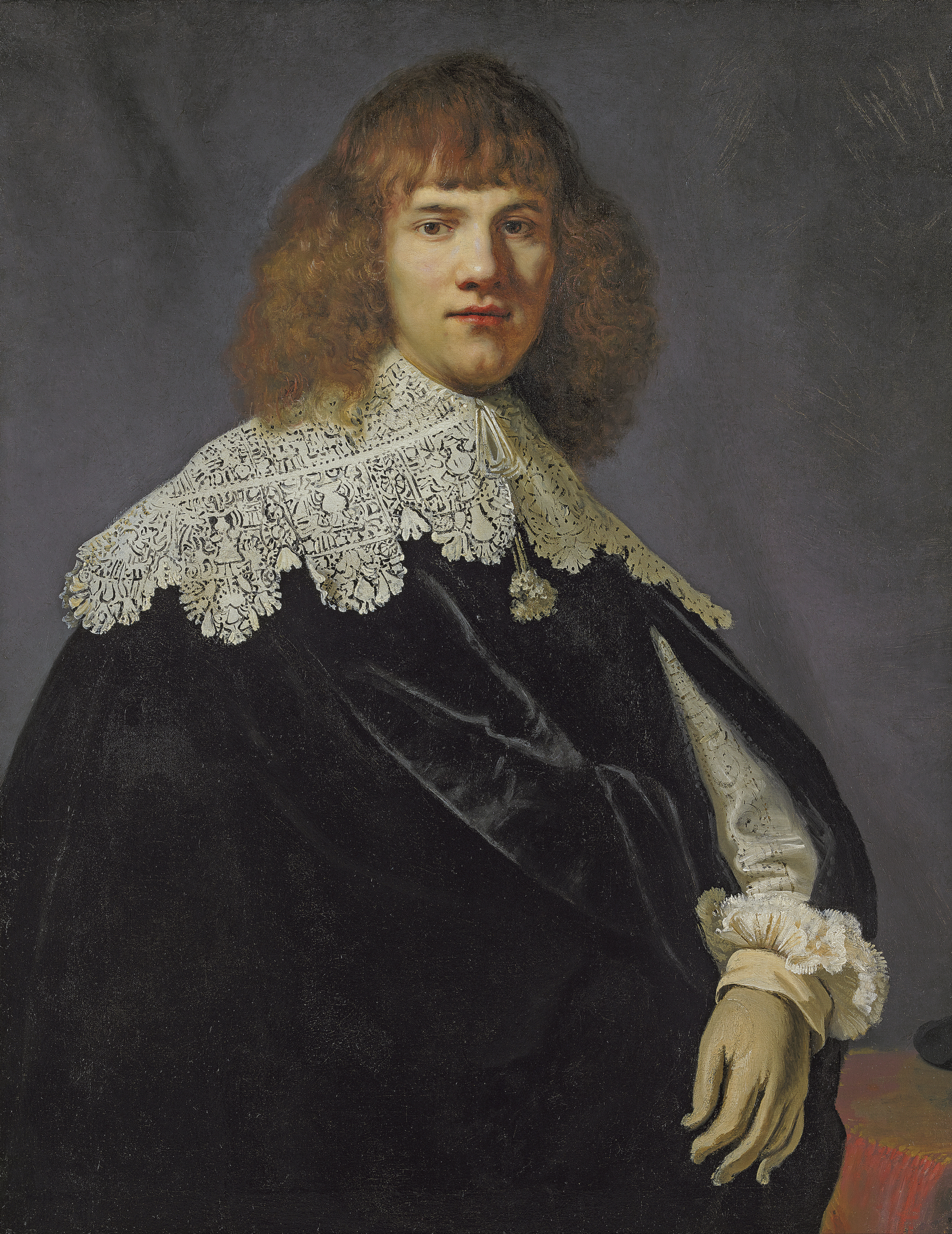
Bildnis eines jungen Mannes, ca. 1634, Öl auf Leinwand, 94,5 × 73,5 cm, Privatbesitz

## Veröffentlichungen
- Jan Six: Rembrandts Portret van een jonge man. Prometheus, Amsterdam 2018, ISBN 978-90-446-3820-2 (englisch: Rembrandt's Portrait of a young gentleman. Prometheus, Amsterdam 2018, ISBN 978-90-446-3863-9). Mit einem Vorwort von Ernst van de Wetering.